# Zona de Evitamento

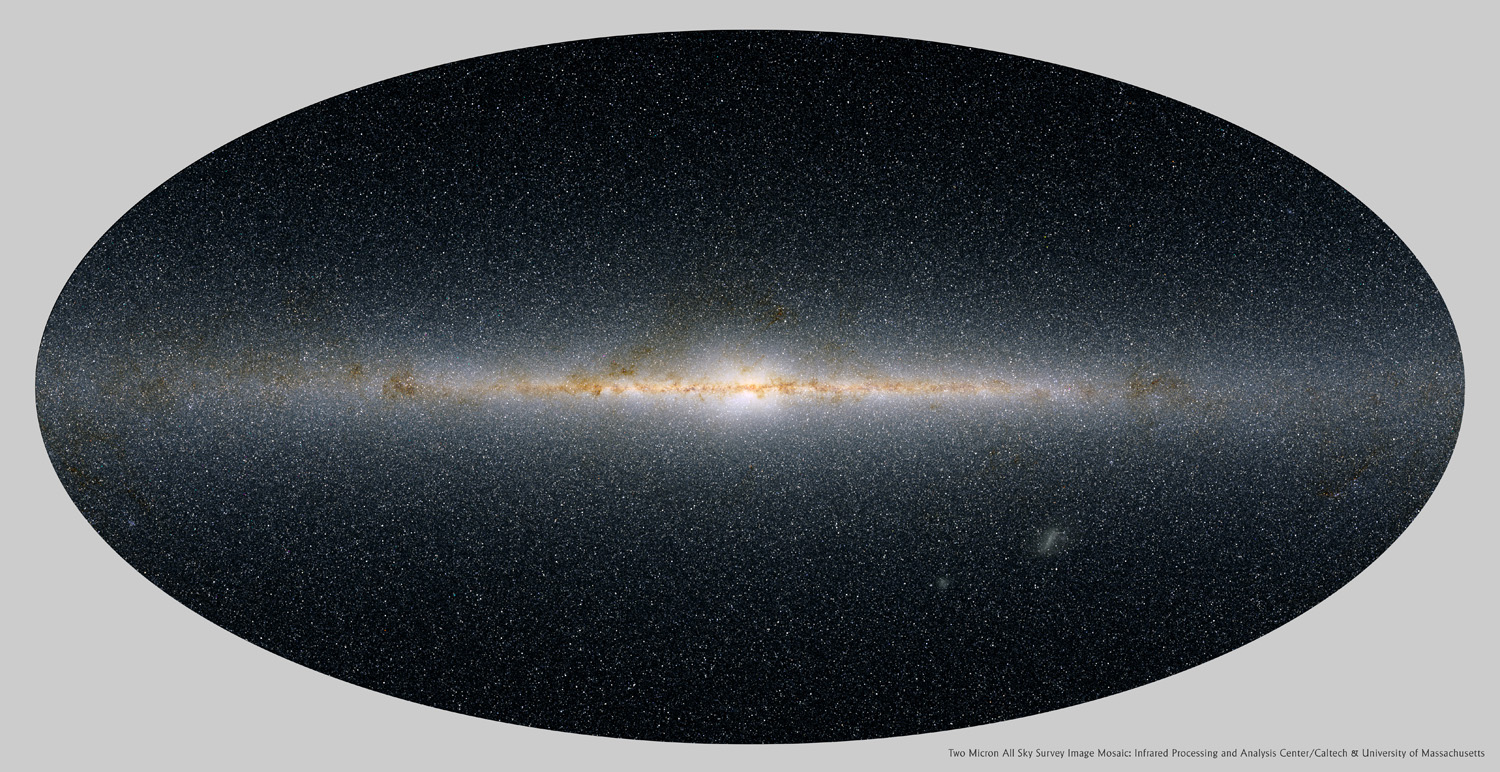
A Via Láctea cria uma Zona de Evitamento para observadores locais.

A Zona de Evitamento é uma região no céu da Terra obscurecida pela poeira da Via Láctea que aparenta um ausência de galáxias. Esse fenômeno acontece porque a luz visível é bloqueada pelas vastas nuvens de gás e poeira, afetando a observação de objetos do outro lado da nossa galáxia. Para saber o que está do outro lado é necessário observar essa região através de ondas que não são afetadas, como ondas de raios X e radiação infravermelha, que ajudam a observar mais 10% do que está sendo obscurecido.
Ocupa entre 10% à 20% do céu noturno e é centralizada ao longo do plano galáctico, variando de altura para cima e para baixo, com a sua parte mais ampla sendo o centro da nossa galáxia na constelação de Sagittarius.
A Zona de Evitamento foi primeiramente notada por Richard Proctor em seu papel que diz respeito ao "Catálogo Geral de Nebulosas e Aglomerados" de John Herschel, ele chamou essa área de "Zona de Poucas Nébulas". Foi novamente notada pelo astrônomo Frederick H. Seares em um papel de 1925 intitulado "Nota sobre a distribuição e número de nebulosas". Edwin P. Hubble, expandindo sobre as ideias de Seares, foi o primeiro a explicar corretamente a causa da Zona de Evitamento em seu papel de 1934 "A Distribuição de Nebulosas Extragalácticas", usando pela primeira vez o termo "Zone of Avoidance" (Zona de Evitamento em inglês).

## Galeria

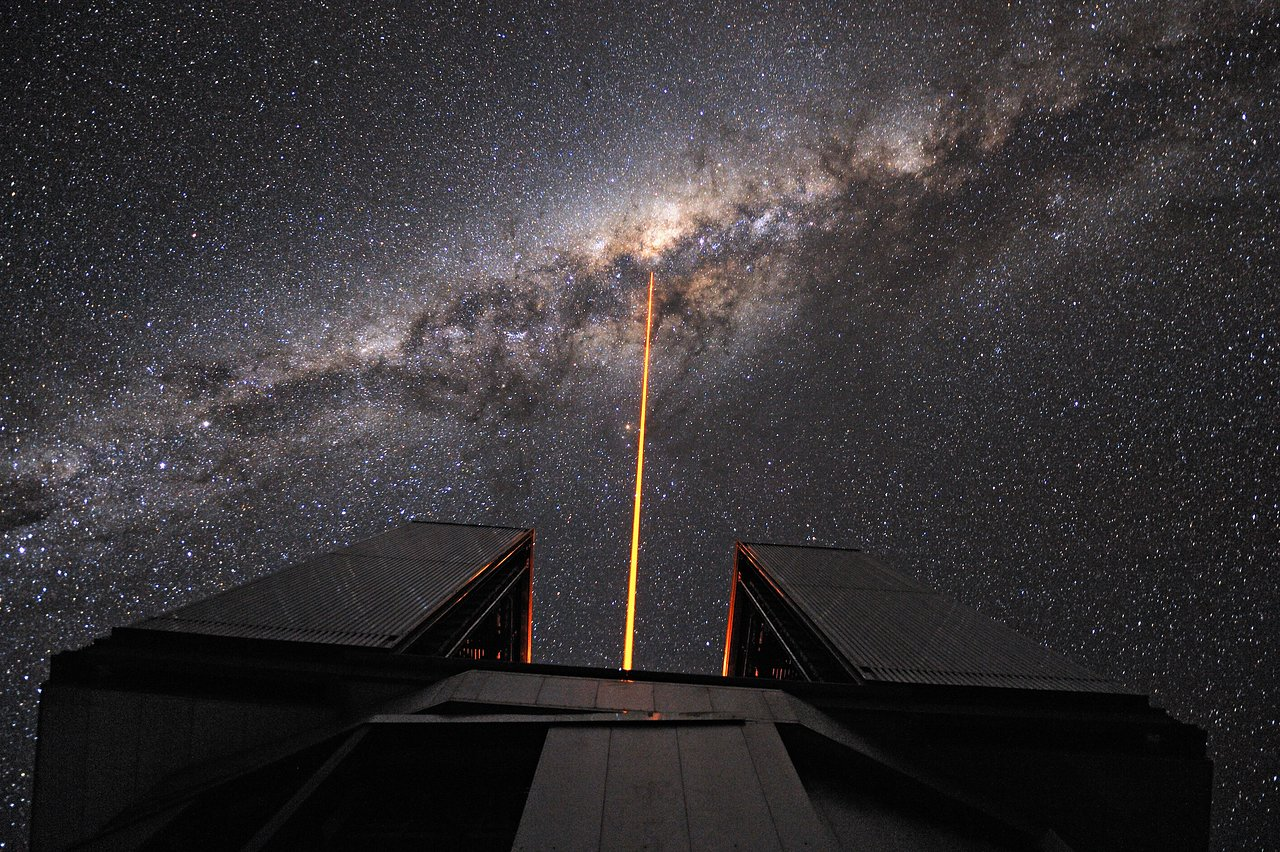
A Zona de Evitamento visto da terra.

## Ver Também
- Grande Atrator